# Филатка (Тверская область)
Филатка — деревня в Калязинском районе Тверской области. Входит в состав Нерльского сельского поселения.

## География
Находится в юго-восточной части Тверской области на расстоянии приблизительно 30 км на юг-юго-восток по прямой от районного центра города Калязин.

## История
В 1859 году здесь (тогда деревня Калязинского уезда Тверской губернии) было учтено 23 двора, в 1939 — 85.

## Население
Численность населения: 188 человек (1859 год), 56 (русские 95 %) в 2002 году, 38 в 2010.